# Lądowisko Korne
Lądowisko Korne (kod ICAO: EPKO) – lądowisko położone w Kornem, w województwie pomorskim, ok. 10 km na zachód od  Kościerzyny.
Lądowisko posiada dwie trawiaste drogi startowe. Z lądowiska korzystają szybowce i samoloty sportowe do 5700 kg masy startowej. Użytkownikiem lądowiska jest Aeroklub Gdański i Kaszubskie Towarzystwo Lotnicze. 
Kod lądowiska ICAO EPKO używany był wcześniej przez lotnisko Koszalin-Zegrze Pomorskie.